# Eskender Mustafaiev
Eskender Mustafaiev  (ucraniano:: Ескендер Аметович Мустафаєв; 17 de julio de 1981) es un nadador paralímpico ucraniano. Ganó el oro en los 50 metros libres S4 en los Juegos Paralímpicos de Londres 2012.

## Biografía
Mustafaiev nació en 17 de julio de 1981 y es de Aqyar/Sevastopi, Ucrania.

## Campeonatos
Mustafaiev fue un miembro de la delegación ucraniana en el Europeo de Natación Paralímpica de Berlín de 2011. Compitió en los 50 metros libres S4.
Mustafaiev fue uno de los tres atletas ucranianos que compitieron en los Juegos Paralímpicos de Londres 2012 provenientes de la región de Crimea, con los otros dos siendo sus compañeros el nadador Dmytro Kryzhanivskyi y el tirador deportivo Olha Mustafaieva. En Londres, Mustafaiev ganó el oro en los 50 m libres S4 con un tiempo de 38.26 segundos. Tenía otros eventos en su programa de natación, incluyendo los 100 metros libres, 50 m espalda y 200 m libres.  Terminó octavo y último en el 50 m espalda final con un tiempo de 52.51 segundos.  Esta vez fue más lento que en la clasificación, donde registró un tiempo de 51.92.  Después de los Juegos de 2012, fue galardonado con el Orden al Mérito de Ucrania por sus éxitos deportivos.
En los Campeonatos Mundiales de Natación de Montreal 2013, Mustafaiev consiguió el oro en los 50 m libres S4 con un tiempo de 37.96 segundos. Ganó una medalla de plata en los 100 metros libres S4, perdiendo frente al esloveno Darko Duric por la mitad de un tercio de segundo con un tiempo de 1:27.56 frente a los 1:27.27 de Duric.
En octubre de 2014, Mustafaiev, otros dos nadadores paralímpicos de Crimea y un entrenador paralímpico perdieron su beca deportiva tras un decreto presidencial de mayo de 2013, tras los informes de su deserción a Rusia.
Mustafaiev no fue a los Campeonatos Europea de Natación de 2014 de la IPC, y no pudo defender su título de campeón del mundo.